# Carré d'Or

Le Carré d'Or est un quartier commercial et d'habitation situé dans le centre-ville (Grande Île) de Strasbourg situé entre la rue des Orfèvres, la place de la Cathédrale, la rue du Dôme et la rue du Temple Neuf. Il comprend d'autres rues, notamment la rue du Chaudron, la rue du Sanglier, mais également deux autres places (place du Temple Neuf et place du Château). Ce quartier est situé à deux pas de la place Kléber au nord-ouest, de la place Broglie au nord-est et de la place Gutenberg au sud-ouest. Il est doté de 3 parkings (Kléber, Broglie, Gutenberg).  
Le Carré d'Or strasbourgeois constitue le cœur commercial traditionnel, le cœur historique et le cœur touristique de Strasbourg. Il rassemble les principaux commerces haut-de-gamme et de luxe de la ville. Le Carré d'Or est très richement décoré chaque année en décembre pour les fêtes de fin d'année.  
Il s'agit du quartier le plus cher de Strasbourg.  

## Patrimoine du quartier
- La cathédrale Notre-Dame de Strasbourg, située place de la cathédrale de Strasbourg.
- Au n°10 de la place de la cathédrale, se situe l’ancienne Pharmacie du Cerf, de style renaissance était la plus ancienne pharmacie de France. Elle possède de très belles arcades sculptées de branchages et de reptiles. Au coin, une colonne de grès servait à mesurer l’embonpoint des notables de la ville qui devait passer entre celle-ci et la maison.
- Au n°16 de la place de la cathédrale, se situe l’une des maisons les plus célèbres de Strasbourg, la maison Kammerzell, construite en 1571 dans le style Renaissance. Le rez-de-chaussée est en pierre et les étages supérieurs en bois sculptés avec des fenêtres en cul de bouteille. Les sculptures des poutres représentent des scènes sacrées et profanes. Sur le pignon, on voit encore la poulie qui servait à faire monter les réserves au grenier.
- Au n°2 de la place du Château, se situe le palais Rohan, qui abrite aujourd'hui trois musées, le musée des arts décoratifs, le musée des beaux-arts et le musée archéologique.
- Au n°3 de la place du Château, se situe le musée de l'Œuvre Notre-Dame.
- Au n°14 de la rue des Orfèvres, se situe la maison dite «Aux Cigognes». En 1433, la demeure était déjà connue sous le nom de Zum den Storchen[1]. L'immeuble abrite au XVe siècle l'atelier du peintre-orfèvre Jean Tiefenthal, puis au XVIIIe siècle celui de Jacques Henri Alberti, maître orfèvre (1730-1795), qui y a son atelier et y vit avec son épouse Catherine Salomé Emmerich[2]. Le fronton de la porte d'entrée est décoré de cigognes (ou hérons selon les sources).
- Place du Temple Neuf, se situe la paroisse qui porte ce même nom. Le Temple Neuf de Strasbourg est une paroisse protestante de confession luthérienne. L'église était autrefois celle des religieux dominicains, et fut détruite durant la guerre de 1870 ainsi que la bibliothèque. Le bâtiment actuel est une reconstruction du XIXe siècle en style néoroman. Le grand orgue du Temple Neuf a été construit en 1877 par le facteur Joseph Merklin. Cet instrument d'esthétique symphonique, possédant 45 jeux répartis sur 3 claviers et un pédalier, a été inauguré le 26 septembre 1877 par Alexandre GUILMANT. Cet orgue Merklin succède à l'orgue de Jean-André Silbermann, détruit avec le reste du temple lors de la guerre de 1870.